# Abadia do Monte Melleray

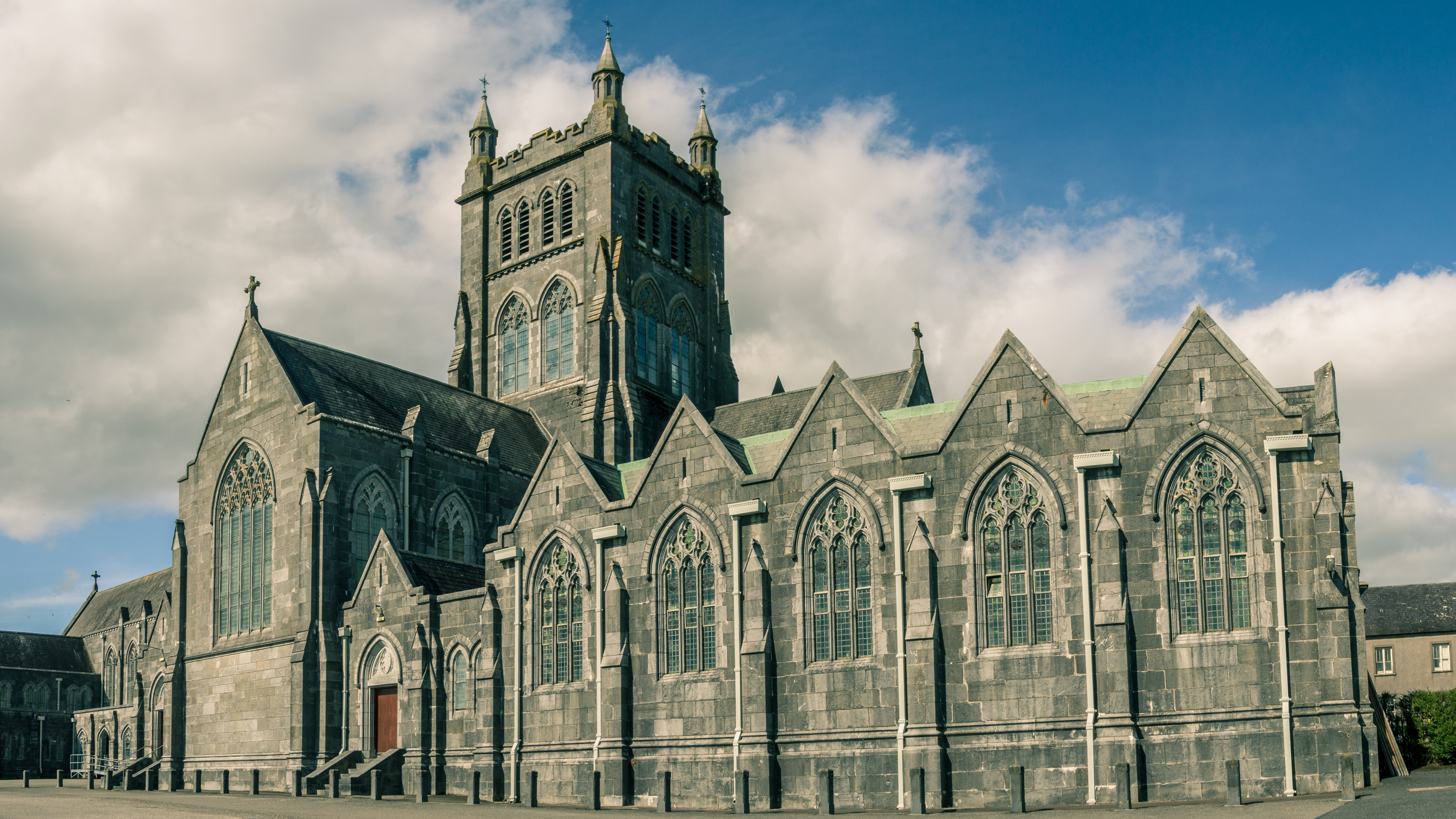

A Abadia do Monte Melleray é um mosteiro trapista na Irlanda, fundado em 1833. Ele está situado nas encostas das montanhas Knockmealdown, perto de Cappoquin, na Diocese de Waterford.
É famoso na literatura devido ao poema Cnoc Mellerí de Seán Ó Ríordáin em Eireaball Spideoige (1952). James Joyce menciona o Monte Melleray no conto final de sua coleção de 1914, Dubliners. Nesta história, intitulada "Os Mortos", os monges do Monte Melleray são conhecidos por sua excepcional hospitalidade e piedade.

## História
A própria ordem cisterciense remonta ao século XII e os trapistas de meados do século XVII.
Após a supressão dos mosteiros na França após a Revolução Francesa, alguns monges trapistas despossuídos chegaram à Inglaterra em 1794 e estabeleceram uma comunidade monástica em Lulworth, Dorset. Os monges retornaram à França em 1817 para restabelecer a antiga Abadia de Melleray na Bretanha, após a restauração dos Bourbons. Durante a Revolução de julho de 1830, os monges foram novamente perseguidos e enviados por Dom Antoine, Abade de Melleray, para fundar uma abadia na Irlanda.
O mosteiro foi fundado em 30 de maio de 1832 em Scrahan, Cappoquin, por uma colônia de monges irlandeses e ingleses, expulsos da abadia de Melleray e que tinham vindo para a Irlanda sob a liderança do Padre Vincent de Paul Ryan. Depois de muitos esforços para localizar sua comunidade, ele aceitou a oferta de Sir Richard Keane, de Cappoquin, de alugar uma área de desertos montanhosos, cerca de quinhentos acres, posteriormente aumentada para setecentos. No trabalho de recuperação do solo, eles foram auxiliados pelos camponeses.
Na festa de São Bernardo de 1833, a pedra fundamental do novo mosteiro foi abençoada pelo Dr. William Abraham, bispo de Waterford e Lismore. Era chamado de Monte Melleray em memória da casa-mãe. Em 1835, o mosteiro foi criado como abadia, e o padre Vincent, eleito por unanimidade, recebeu a bênção abacial do bispo Abraham, sendo esta a primeira bênção abacial na Irlanda desde a Reforma Protestante. Foi do Monte Melleray que uma pequena colônia de monges foi enviada para fundar a Abadia inglesa do Monte São Bernardo em 1835. O abade Vincent empreendeu vigorosamente os trabalhos de conclusão da abadia, mas morreu em 9 de dezembro de 1845.
Seu sucessor, Dom M. Joseph Ryan, renunciou após dois anos. A Dom Bruno Fitzpatrick, que sucedeu como abade em setembro de 1848, faltava consolidar. Ele dedicou sua energia ao trabalho missionário (veja abaixo). A construção foi retomada no final da década de 1920, quando Dom Marius O'Phelan comprou os grandes blocos de pedra calcária do Castelo de Mitchelstown (28 milhas a oeste), que foram queimados pelo IRA local em 12 de agosto de 1922. Em 1925, os proprietários do castelo de Michelstown desmontaram as ruínas e as pedras foram transportadas de Mitchelstown por caminhão a vapor, duas remessas por dia durante pelo menos cinco anos. Enquanto a abadia estava sendo construída, Dom Marius morreu e seu sucessor, Dom Celsus O'Connell, continuou a tarefa monumental. Ele optou por um local mais proeminente diretamente sobre os restos mortais de 180 de seus companheiros cistercienses. Os monges acabaram com muito mais pedras do que precisavam e estas foram empilhadas nos campos ao redor do mosteiro.
Em 1849, Dom Bruno Fitzpatrick, que havia se tornado abade no ano anterior, fundou a Abadia de New Melleray, perto de Dubuque, Iowa, EUA, e, em 1878, a Abadia de Mount Saint Joseph, Roscrea, Condado de Tipperary, Irlanda. Ele também fundou o Seminário Eclesiástico de Mount Melleray. Originário de uma pequena escola formada pelo Abade Vincent em 1843, foi desenvolvido pelo Abade Bruno e seus sucessores.
Durante sua visita de julho de 1849 à vizinha Dromana House, o ensaísta escocês Thomas Carlyle fez uma visita ao Monte Melleray e descreveu a abadia com alguns detalhes, observando particularmente os enormes tonéis de "agitação" ou mingau que os monges prepararam para um grande número de refugiados que esperavam por comida na entrada do mosteiro: "Entrada; hordas esquálidas de mendigos, sentam-se esperando" e "tinas nojentas de mexilhões frios (as mais grosseiras que já vi) para mendigos" (p. 90). Ele observa que o mosteiro "deve ter acumulado vários milhares de libras de propriedade nesses dezessete ... anos, apesar de suas contínuas caridades para com os mendigos" (p. 92). Reminiscences of My Irish Journey in 1849 . Thomas Carlyle, 1882.
O Abade Bruno morreu em 4 de dezembro de 1893 e foi sucedido por Dom Carthage Delaney, que foi abençoado em 15 de janeiro de 1894 e presidiu o Monte Melleray por treze anos; seu sucessor foi Dom Marius O'Phelan, solenemente abençoado pelo Dr. Sheahan, Bispo de Waterford, 15 de agosto de 1908. Dom O'Phelan é creditado por retomar o programa de construção no Monte Melleray em 1925.
Em 1954, seis monges (mais oito em 1955) foram fundar uma pequena abadia trapista em uma área rural remota da Nova Zelândia, a Southern Star Abbey.

Dom Eamon Fitzgerald, abade do Monte Melleray, foi eleito abade geral da ordem em setembro de 2008.